# Hemiculter
Hemiculter is een geslacht van straalvinnige vissen uit de familie van karpers (Cyprinidae).

## Soorten
- Hemiculter bleekeri Warpachowski, 1888
- Hemiculter elongatus Nguyen & Ngo, 2001
- Hemiculter krempfi Pellegrin & Chevey, 1938
- Hemiculter leucisculus (Basilewsky, 1855)
- Hemiculter lucidus (Dybowski, 1872)
- Hemiculter songhongensis Nguyen & Nguyen, 2001
- Hemiculter tchangi Fang, 1942
- Hemiculter varpachovskii Nikolskii, 1903